# El año del pensamiento mágico
El año del pensamiento mágico (2005), de Joan Didion (1934-2021), es un relato del año siguiente a la muerte del marido de la autora, John Gregory Dunne (1932-2003). Publicado por Knopf en octubre de 2005, El año del pensamiento mágico fue inmediatamente aclamado como un libro clásico sobre el duelo. Ganó el Premio Nacional del Libro de no ficción de 2005  y fue finalista tanto del Premio del Círculo Nacional de Críticos de Libros como del Premio Pulitzer de Biografía o Autobiografía.

## Estructura y temas
El 25 de diciembre de 2003, la hija adoptiva de Joan Didion y John Dunne, Quintana Roo Dunne Michael, es ingresada en la unidad de cuidados intensivos de un hospital de Nueva York con neumonía que derivó en shock séptico. La joven de treinta y siete años se había casado ese año con el músico Gerry Michael. El 30 de diciembre de 2003, al regresar de visitar a su hija enferma, el marido de Didion, John Dunne, sufrió un infarto mientras preparaba la cena y murió.
El libro relata las experiencias de dolor de Didion después de la muerte de Dunne en 2003. En 2004, Quintana fue hospitalizada nuevamente después de caerse y golpearse la cabeza al desembarcar de un avión en LAX. Tras enterarse de la muerte de su padre, regresó a Malibú, el hogar de su infancia.
El libro sigue cómo Didion revive y vuelve a analizar la muerte de su marido a lo largo del año siguiente, además del cuidado de Quintana. Con cada repetición del evento, el enfoque en ciertos aspectos emocionales y físicos de la experiencia cambia. Didion también incorpora en el libro investigaciones médicas y psicológicas sobre el duelo y la enfermedad.
El título del libro se refiere al pensamiento mágico en el sentido antropológico, pensando que si una persona espera algo lo suficiente o realiza las acciones correctas, entonces se puede evitar un evento inevitable. Didion informa muchos casos de su propio pensamiento mágico, particularmente la historia en la que no puede regalar los zapatos de Dunne, ya que él los necesitaría cuando regresara. La experiencia de locura o trastorno que forma parte del duelo es un tema importante, sobre el cual Didion no pudo encontrar mucha literatura existente.
Didion aplica el desapego periodístico por el que es conocida en su propia experiencia de duelo, hay pocas expresiones de emoción cruda. A través de la observación y el análisis de los cambios en su propio comportamiento y capacidades, expresa indirectamente el precio que le está cobrando su dolor. La atormentan preguntas sobre los detalles médicos de la muerte de su marido, la posibilidad de que él lo haya percibido de antemano y cómo ella podría haber hecho que el tiempo que le quedaba fuera más significativo. Los recuerdos fugaces de acontecimientos y los fragmentos persistentes de conversaciones pasadas con John adquieren un nuevo significado. Los continuos problemas de salud y las hospitalizaciones de su hija agravan e interrumpen aún más el curso natural del duelo.

## Proceso de escritura
Didion escribió El año del pensamiento mágico entre el 4 de octubre y el 31 de diciembre de 2004, completándolo un año y un día después de la muerte de Dunne. Las notas que tomó durante las hospitalizaciones de Quintana pasaron a formar parte del libro. Quintana Roo Dunne Michael murió de pancreatitis el 26 de agosto de 2005, antes de la publicación del libro, pero Didion no revisó el manuscrito. En cambio, dedicó un segundo libro, Noches azules, a la muerte de su hija.

## Recepción
La novela se convirtió en un éxito de ventas en Estados Unidos. El libro vendió más de 600.000 copias sólo en el primer año.
The New York Times Book Review elogió las memorias como "no decepcionantes. Al contrario. Aunque el material es literalmente terrible, la escritura es estimulante y lo que se desarrolla se asemeja a una narrativa de aventuras". The New York Review of Books declaró: "No puedo imaginarme morir sin este libro". La reseña mixta del American Prospect encontró que el libro se leía "como un Informe Warren sobre la muerte de LBJ". En 2019, el libro ocupó el puesto 40 en la lista de The Guardian de los 100 mejores libros del siglo XXI.
Andrew O'Hehir atribuyó el evento mediático que desencadenó el libro de Didion a la obsesión de la sociedad estadounidense por las "historias reales" como compensación por su propia falta de experiencia. Didion también describe un destino que aguarda a todos los lectores. También interpretó la tragedia familiar de Didion como una señal de la pérdida de poder de la generación del baby boom. Si la misma mujer cuyo trabajo era explicar la sociedad y la cultura estadounidenses al público a través de sus obras tuviera que aceptar el colapso de su cosmos privado, se abriría una brecha epistemológica en el mundo.

## Adaptación teatral
El 29 de marzo de 2007, se inauguró la adaptación de Didion de su libro para Broadway, dirigida por David Hare, con Vanessa Redgrave como único miembro del reparto. La obra amplía las memorias al abordar la muerte de Quintana. Estuvo en cartelera durante 24 semanas en el Booth Theatre de la ciudad de Nueva York y al año siguiente Redgrave repitió su papel con críticas muy positivas en el National Theatre de Londres. Esta producción iba a realizar una gira por todo el mundo, incluyendo Salzburgo, Atenas, el Festival de Teatro de Dublín, Bath y Cheltenham. La obra también se representó en la temporada 2008 de la Sydney Theatre Company, protagonizada por Robyn Nevin y dirigida por Cate Blanchett.
También en 2008 se representó en Barcelona en la Sala Beckett, dirigida por Òscar Molina y protagonizada por Marta Angelat. La obra se representó en Canadá en el Belfry Theatre en 2009 y en el Tarragon Theatre por Seana McKenna. Esta producción también se montó en enero de 2011 como parte de la temporada del Teatro Inglés en el Centro Nacional de las Artes de Ottawa.
El 26 de octubre de 2009, Redgrave repitió su actuación en una producción benéfica de la obra en la Iglesia Catedral de San Juan el Divino en la ciudad de Nueva York.
En enero de 2010, la obra se montó en el Court Theatre de Chicago, protagonizada por Mary Beth Fisher. Fisher ganó el premio a la interpretación en solitario "Jeff" (capital de Joseph Jefferson) de 2010 por su actuación.
La obra fue montada en abril de 2011 por el Nimbus Theatre de Minneapolis, Minnesota, protagonizada por Barbra Berlovitz y dirigida por Liz Neerland. En 2011, Fanny Ardant interpretó una traducción francesa de El año del pensamiento mágico en el Théâtre de l'Atelier de París.
La obra se estrenó en mayo de 2015, en el Teatro Español y Naves del Español de Madrid, España, producida por Teatro Guindalera. Protagonizada por Jeannine Mestre, dirigida por Juan Pastor Millet. La traducción noruega de la obra se estrenó en septiembre de 2015 en Den Nationale Scene de Bergen, dirigida por Jon Ketil Johnsen y protagonizada por Rhine Skaanes. El 3 de noviembre de 2017, Stageworks Theatre en Tampa, Florida, inauguró una producción de la obra con Vickie Daignault. En un artículo del Tampa Bay Times, Colette Bancroft destacó la "habilidad y sutileza" de Daignault y la exploración del dolor en la obra de Didion, que era "cruda y refinada a la vez".